# Gaspare Bigari
Gaspare Bigari, né en 1724 à Bologne et mort le 28 octobre 1797 dans la même ville, est un peintre et dessinateur néoclassique italien du XVIIIe siècle actif principalement à Bologne.

## Biographie
Né à Bologne, Gaspare Bigari est devenu peintre après des études à la Pontificia Accademia di Belle Arti in Bologna (l'Académie Pontificale des Beaux-Arts de Bologne) et est devenu peintre figuratif.
Il a effectué une œuvre pour l'Abbé comte Davide Scotti, de Plaisance. Il a aussi peint dans une chapelle à Budrio une toile au tempera de San Pellegrino Laziosi avec un ange. Il effectue une commande pour Agostino Troni en 1774, une peinture de Cassien d'Imola et de Pierre Chrysologue, qui est aujourd'hui au Palazzo Comunale d'Imola.
Il était actif de 1739 jusqu'à sa mort en 1797.
En 1790, il fut nommé principe (président) à l'Académie.